# Perkiets
Perkiets est un hameau du village de Membach, avec lequel il fait aujourd’hui partie de la commune de Baelen dans la province de Liège (Région wallonne de Belgique). Longeant la Vesdre – d’abord sur sa droite puis sa gauche -  la petite agglomération est faite de maisons alignées des deux côtés de la route nationale 629 (Eupen-Spa). 

## Histoire
Au XVe siècle le nom du hameau semble être ‘Brackyt’, puis plus tard Berkytt, avant de prendre s forme actuelle de ‘Perkiets’. 
En 1724, le hameau est mentionné comme porte d’entrée de la vaste ‘Forêt du Duc (‘Hertogenwald’).  Quand la ville d’Eupen fut incorporée à la Prusse par le traité de Vienne (1815), Perkiets acquit de l’importance comme ‘point frontière’  et un bâtiment de douane y fut construit avec entrepôt, ainsi qu’une gare sur la ligne de chemin de fer vicinal Eupen-Dolhain (ligne SNCV 714).
À partir de 1852, la ‘Société anonyme des mines et fonderies de plomb de Membach’ s’est employée a exploiter la présence de plomb et de zinc dans la vallée de la Vesdre mais elle a rapidement fait faillite.

## Patrimoine
- La chapelle Saint-Quirin date du XVIIIe siècle. Elle fut rénovée en 1862.